# Logis seigneurial de Gajan
Le logis seigneurial de Gajan est un château situé en France sur la commune de Gajan, dans le département du Gard en région Occitanie.
Il fait l'objet d'une inscription au titre des monuments historiques depuis 2008.

## Localisation
Le château est situé sur la commune de Gajan, dans le département du Gard.

## Historique
Le monument est inscrit au titre des monuments historiques le 30 avril 2008.